# Grand Theft Auto: The Trilogy
Grand Theft Auto: The Trilogy — совместное издание Grand Theft Auto III, Grand Theft Auto: Vice City и Grand Theft Auto: San Andreas от Rockstar Games. Сборник был анонсирован вскоре после скандала, вызванного модификацией «Горячий кофе» (англ. Hot Coffee) и включал в себя уже пропатченную версию GTA: San Andreas. Изначально трилогия вышла 17 октября 2005 года для консоли Xbox. Позднее, 4 декабря 2006 года для PlayStation 2, а 30 июня 2009 года версия для операционной системы Windows и 12 ноября 2010 года для macOS.
Студией War Drum Studios были улучшены все три игры и портированы на мобильные платформы. 15 ноября 2014 года сборник Grand Theft Auto: The Trilogy появился в App Store для iOS.
14 апреля 2015 года трилогия в которую вошли оригинальные PS2-версии игры, было выпущено в PlayStation Store как «Классика PlayStation 2» (англ. PlayStation 2 Classics) для PlayStation 3. Позднее в этом году, 4 декабря Сюхэй Ёсида объявил о выходе Grand Theft Auto III, Grand Theft Auto: Vice City и Grand Theft Auto: San Andreas на консоль PlayStation 4 по программе обратной совместимости с PS2. Сборник Grand Theft Auto: The Trilogy для PS4 стал доступен 12 января 2016 года в Северной Америке, а 9 февраля в Европе.

## Состав издания

### Grand Theft Auto III
Местом действия Grand Theft Auto III является Либерти-Сити, вымышленный город на Восточном побережье США, прототипом которого стал Нью-Йорк. Хронологически время событий игры происходят осенью 2001 года. Grand Theft Auto III вобрала в себя геймплейные элементы Body Harvest и комбинируя их с открытым миром серии Grand Theft Auto, создаёт уровень свободы, который был беспрецедентным для игр начала 2000-х годов. Как и остальные игры серии, Grand Theft Auto III предоставляет игроку существенно нелинейный игровой процесс в открытом мире Либерти-Сити. Миссии предлагаемые игроку зачастую делятся на две категории: основные и побочные. Проходя основные миссии и продвигаясь по сюжетной линии, открывая новые участки карты, игрок в любой момент может выбрать - завершать их или заняться собственными делами. Кроме того, многие из миссий не являются обязательными. В качестве альтернативы, можно игнорировать основные сюжетные миссии и выполнять только побочные. Оружие в игре включает в себя огнестрельное оружие, взрывчатку и два вида рукопашной атаки (кулаки и бейсбольная бита).

### Grand Theft Auto: Vice City
Большую часть игроков Grand Theft Auto: Vice City привлекает своей атмосферой, вдохновлённой американской культурой 1980-х годов. События происходят в 1986 году в Вайс-Сити, вымышленном городе, образцом которого является Майами, а история вращается вокруг члена мафии Томми Версетти, недавно вышедшего из тюрьмы. После неудачной сделки с наркодилерами, Томми ищет виновных, параллельно строя свою криминальную империю и захватывает власть в городе у других преступных организаций. Геймплей в игре характерный для серии Grand Theft Auto, однако, чтобы завершить сюжетную историю и открыть новые районы города, игрок должен проходить основные и некоторые побочные миссии. Не находясь во время миссии, игрок может проводить свободное время как хочет, посещая различные части города. Как и в предыдущих играх серии, по всей территории карты разбросаны различные предметы, такие как оружие, скрытые пакеты и прочее. Одним из нововведений в игре, является способность игрока приобретать различную недвижимость по всему городу. Некоторые из них служат точками для сохранения, другие же являются бизнесом, который приносит дополнительный доход игроку. Система оружия, использованная в Grand Theft Auto: Vice City, является такой же, как и в предыдущих играх серии, но была значительно расширена. По сравнению с 12 видами оружия в Grand Theft Auto III в Grand Theft Auto: Vice City количество оружия достигло 35 видов, но они разделены на 10 классов, а игроку разрешается переносить только один вид из каждого класса.

### Grand Theft Auto: San Andreas
Действие Grand Theft Auto: San Andreas происходит в вымышленном штате Сан-Андреас, состоящем из трёх крупных городов — Лос-Сантос, основанный на Лос-Анджелесе, Сан-Фиерро, созданный на основе Сан-Франциско и Лас-Вентурас, базирующийся на Лас-Вегасе. Основные города соединены сетью дорог с сельской местностью, которая включает мелкие поселения, поля, леса, пустыни, реки и даже горы. События происходят в 1992 году, во времена расцвета преступности и рассказывает о члене афроамериканской банды Карле Джонсоне, по кличке «Си-Джей», который возвращается домой из Либерти-Сити в Лос-Сантос, узнав об убийстве своей матери. Открытый и нелинейный окружающий мир, позволяет игроку исследовать его и самому выбирать времяпровождение в игре. Хотя сюжетные миссии и нужны для продвижения по игре и открытия определённых городов и прочего содержимого, они не обязательны и игрок может завершить их в любое время. Не находясь в миссии, игроки могут свободно перемещаться по городам или устраивать хаос, нападая на людей. Однако создание беспорядков может привлечь внимание правоохранительных органов. Чем больше хаоса создано игроком, тем более сильная последует реакция: так полиция обращает внимание на «незначительные» нарушениями (нападение на людей, кража автомобилей, убийство несколько человек и т. п.), тогда как на более высокие уровни розыска, будут реагировать группы SWAT и оперативники FBI. По сравнению с предыдущими играми серии Grand Theft Auto в GTA: San Andreas присутствуют элементы ролевой игры. В основном Rockstar акцентировала внимание на персонализации главного героя, добавив возможность приобретать новую одежду, украшения, менять прически, и делать татуировки для «Си-Джея», всё это значительно больше влияет на неигровых персонажей, чем смена одежды в Grand Theft Auto: Vice City. Уровень авторитета «Си-Джея» со стороны коллег-рекрутов и уличных друзей, варьируется в зависимости от его внешности и действий главного героя, также это влияет и на взаимоотношения со своими девушками с которыми герой может знакомиться. Помимо этого игроки должны следить за уровнем голода «Си-Джея», дабы сохранять его здоровье. Баланс питания и физической активности влияет на его внешний вид и физические характеристики. Вдобавок, впервые в серии, главный герой может плавать, нырять и перелезать через ограждения. Игроку доступен большой арсенал оружия и разнообразные транспортные средства, такие как велосипеды, мотоциклы, автомобили, лодки, вертолёты и самолёты.

## Восприятие
| Иноязычные издания | Иноязычные издания |
| Издание            | Оценка             |
| ------------------ | ------------------ |
| AceGamez           | 10/10              |

Оригинальные игры, входящие в сборник, получили крайне хорошие оценки от критиков и игровых изданий, вследствие чего издание Grand Theft Auto: The Trilogy было хорошо принято среди игроков. Британский сайт AceGamez поставил высшую оценку версии для Xbox, при этом добавив, что Grand Theft Auto: The Trilogy «должен иметь в коллекции каждый уважающий себя геймер».